# Rigueira (Pastoriza)
Rigueira (llamada oficialmente San Vicente da Regueira) es una parroquia española del municipio de Pastoriza, en la provincia de Lugo, Galicia.

## Otras denominaciones
La parroquia también es conocida por los nombres de San Vicente de Rigueira. y San Vicente de Reigosa (posible errata).

## Organización territorial
La parroquia está formada por dieciséis entidades de población:
- Adromar
- Carreiras (As Carreiras)
- Carrizal (O Carrizal)
- Castelo (O Castelo)
- Corneas (Córneas)
- Coruxeiras (As Curuxeiras)
- Estoa (Éstoa)
- Estreito (O Estreito)
- Fontes (As Fontes)
- Maciñeiras (As Maciñeiras)
- Marquide
- Outeiro (O Outeiro)
- Regomozo (O Regomozo)
- San Vicente
- Seixos (Os Seixos)
- Vilar (O Vilar)

## Demografía
| Gráfica de evolución demográfica de Rigueira entre 2000 y 2020 |
|                                                                |
| Datos según el nomenclátor publicado por el INE.               |